# Pelidnota
Genre
Pelidnota est un genre de coléoptères, de la famille des Scarabaeidae (scarabées), de la sous-famille des Rutelinae, de la tribu des Rutelini.

## Liste d'espèces
Selon NCBI (21 juin 2021) :
- Pelidnota belti
- Pelidnota frommeri
- Pelidnota notata
- Pelidnota parallela
- Pelidnota punctata